# Saul Dibb
Saul Dibb (n. august 1968, Londra, Anglia, Regatul Unit) este un regizor de film și scenarist britanic. Tatăl său este realizatorul de documentare Mike Dibb (n. 1940).

## Biografie
Născut la Londra, Anglia, Saul Dibb este absolvent al University of East Anglia (UEA). El este cel mai cunoscut pentru co-scenariul și regia lui Bullet Boy (2004), pentru care a fost nominalizat la premiul Douglas Hickox, The Line of Beauty (2006) și Ducesa (2008), care a câștigat Premiul Oscar pentru cele mai bune costume în 2009. În 2016, a regizat adaptarea pentru BBC2 a bestsellerului NW al lui Zadie Smith într-un film de televiziune de 90 de minute cu același nume, cu Nikki Amuka-Bird și Phoebe Fox. Dibb a regizat o adaptare cinematografică a piesei lui R. C. Sherriff din 1928, Finalul călătoriei, care a fost lansată în 2017. Acesta a fost numit „Cel mai bun film vreodată despre Marele Război” de către The Times.

## Filmografie

### Filme de cinema
- Bullet Boy (2004)
- The Duchess (2008)
- Suite Française (2015)
- Journey's End (2017)

### Filme de televiziune
- The Line of Beauty (2006) – 3 episoade
- NW (2016)
- Dublin Murders (2019) – 2 episoade
- The Salisbury Poisonings (2020) – 3 episoade
- The Sixth Comandment (2023) – 4 episoade